# Borghetto (Plaisance)
Pour les articles homonymes, voir Borghetto.
Borghetto est une frazione de la ville italienne de Plaisance, chef-lieu de la province éponyme, située sur la rive droite du Pô, en Émilie-Romagne.

## Géographie
Borghetto est située à une courte distance de la rivière Nure, à 54 mètres d'altitude s.l.m.

## Monuments
L'église de San Giacomo Maggiore a été documentée pour la première fois au XIVe siècle, mais a été reconstruite au XVIIe siècle. 
Près du village se trouve la Villa Radini Tedeschi du XVIIe siècle, ainsi que l'Oratoire de la Vierge du Rosaire. 